# Шаповал Петро Дмитрович
Петро́ Дми́трович Шапова́л (1 березня 1948 , Жовтневе, Чернігівська область ) — український державний і політичний діяч, дипломат.

## Біографія
Народився 1 березня 1948 року в селянській родині в селі Жовтневе, тепер село Рождественське Коропського району Чернігівської області.
У 1967 році закінчив Ніжинський технікум механізації сільського господарства Чернігівської області.
У 1967 році — помічник бригадира тракторної бригади колгоспу «Жовтнева революція» села Жовтневе Коропського району Чернігівської області.
У 1967—1969 роках служив в Радянській армії.
У 1969—1972 роках — вчитель виробничого навчання середньої школи Коропського району Чернігівської області.
Член КПРС з 1970 року.
У 1972—1977 роках — начальник гаража, начальник відділу Городнянського автотранспорного підприємства (АТП) у місті Городні Чернігівської області.
У червні 1977 — червні 1981 року — голова виконавчого комітету Городнянської міської ради народних депутатів Чернігівської області.
У 1981 році закінчив заочно Київський інститут народного господарства, економіст.
У червні 1981 — травні 1985 року — заступник голови виконавчого комітету Городнянської районної ради народних депутатів Чернігівської області.
У травні 1985 — жовтні 1986 року — заступник завідувача відділу сільського господарства і харчової промисловості Чернігівського обласного комітету КПУ.
У жовтні 1986 — березні 1990 року — 1-й секретар Щорського районного комітету КПУ Чернігівської області.
У 1987 році закінчив заочно Вищу партійну школу при ЦК КПУ.
У березні 1990 року обраний головою Щорської районної ради народних депутатів Чернігівської області.
27 березня — 25 червня 1990 року — заступник голови Чернігівської обласної ради народних депутатів.
25 червня 1990 — квітень 1991 року — 1-й заступник голови виконавчого комітету Чернігівської обласної ради народних депутатів.
З 23 квітня 1991 по серпень 1991 — 1-й секретар Чернігівського обласного комітету Комуністичної партії України.
У жовтні 1991 — квітні 1992 року — 1-й заступник начальника обласного управління сільського господарства виконавчого комітету Чернігівської обласної ради народних депутатів.
У квітні 1992 — квітні 1993 року — 1-й заступник начальника управління сільського господарства Чернігівської обласної державної адміністрації.
У квітні 1993 — липні 1994 року — 1-й заступник начальника управління сільського господарства і продовольства Чернігівської обласної державної адміністрації — голова Чернігівського обласного комітету «Облагротехсервіс».
У липні 1994 — липні 1995 року — голова Чернігівської обласної ради та голова виконавчого комітету Чернігівської обласної ради.
13 липня 1995 — 30 квітня 1998 року — голова Чернігівської обласної державної адміністрації.
У липні 1995 — 10 квітня 2001 року — голова Чернігівської обласної ради.
З 30 листопада 2000 по 7 липня 2003 — Надзвичайний і Повноважний Посол України в Киргизстані.
З 18 серпня 2003 по 18 серпня 2005 року — Надзвичайний і Повноважний Посол України в Республіці Білорусь.
З 2006 по 2010 рік — депутат Чернігівської обласної ради. Голова постійної комісії з питань міжрегіонального і транскордонного співробітництва.
З 2010 року — голова Чернігівського обласного осередку Всеукраїнської громадської організації «Сила і честь»

## Звання
- Заслужений економіст України[7]
- Державний службовець 1-го рангу (10.1994)[8]
- Надзвичайний і Повноважний Посол (01.2005)[9]
- полковник

## Нагороди та відзнаки
- орден «За заслуги» (2008)[10]
- Орден Преподобного Нестора Літописця ІІ ступеня (1996)
- Орден Святого Юрія Переможця (2010)
- Медаль «200 років з Дня народження Т. Г. Шевченка»
- Почесна відзнака Президента України (.08.1996)[11]
- Почесна грамота ЦВК (2000)[12]
- Почесна Грамота KM України (.02.2003)[13]
- Почесна Грамота Киргизької Республіки (2003)
- Почесна грамота Верховної Ради України (2007)
- Почесний доктор Киргизько-російського слов'янського університету (2003)
- Почесний громадянин міста Городні Черінгівської області (2008)
- Почесний громадянин Коропського району Черінгівської області (2018)